# Виноградова, Марина
Мари́на Виногра́дова (укр. Марина Виноградова, род. 30 июня 1983, Сумы) — украинская и итальянская хоккеистка (хоккей на траве), полузащитник. Бронзовый призёр чемпионата мира по индорхоккею 2011 года, чемпионка Европы по индорхоккею 2010 года.

## Биография
Марина Виноградова родилась 30 июня 1983 года в городе Сумы (Украина).
Первоначально занималась футболом. В хоккей на траве пришла в 1995 году. Первым тренером была Наталья Кукарина.
Выступала за «Сумчанку», в составе которой неоднократно выигрывала чемпионат Украины по хоккею на траве и индорхоккею, была лучшим снайпером чемпионатов страны. С 2003 года выступала за рубежом — в Италии за «Катанию» и «Амсикору» из Кальяри и в Германии за «Харвестехудер» и «Клиппер» из Гамбурга. В составе «Амсикоры» несколько раз выигрывала чемпионат и Кубок страны. В 2015 и 2019 годах была признана лучшим игроком чемпионата Италии.
Выступала за женскую сборную Украины. В её составе в 2006 году с 6 мячами стала лучшим снайпером олимпийского квалификационного турнира в Риме вместе с японками Каори Тиба и Томоми Комори и шотландкой Роной Симпсон.
В 2010 году выиграла чемпионат Европы по индорхоккею в Дуйсбурге, была признана лучшим игроком турнира. В 2011 году завоевала бронзовую медаль чемпионата мира по индорхоккею в Познани.
В 2015 году получила гражданство Италии и стала выступать за её сборную. В 2018 году участвовала в чемпионате мира в Лондоне, где итальянки заняли 9-е место.

## Семья
Муж — Алессандро, итальянский инженер.